# What a Girl Wants (4Minute)
What a Girl Wants è il terzo singolo estratto dal loro primo EP For Muzik.

## Pubblicazione
Il brano è stato pubblicato con l'EP ma, uscì come singolo nell'ottobre 2009.

## Tracce
1. What a Girl Wants

## Classifiche
| Classifica                 | Posizione massima |
| -------------------------- | ----------------- |
| Gaon Digital chart         | 6                 |
| Gaon Streaming chart       | 4                 |
| Gaon Download chart        | 8                 |
| Gaon BGM chart             | 9                 |
| Gaon Mobile Ringtone chart | 6                 |